# Hernia discal
La hernia discal es una enfermedad en la que parte del disco intervertebral (núcleo pulposo), que se encuentra entre las vértebras, se desplaza hacia la raíz nerviosa, la presiona y produce lesiones neurológicas derivadas de esta lesión. Pueden ser contenidas (solo deformación, también llamada protrusión discal) o con rotura.
Las hernias corresponden a la mayor incapacidad en personas menores de 45 años. Alrededor del 1,10% de la población posee discapacidad crónica por este motivo. Son frecuentes en personas con enfermedades genéticas que afectan al tejido conectivo como el síndrome de Ehlers-Danlos y el síndrome de hiperlaxitud articular.
La hernia provoca dolor en la zona lumbar. Duele por inflamación el periostio de las vértebras, las articulaciones, la duramadre, el anillo fibroso, el ligamento vertebral longitudinal posterior y los músculos lumbares de la columna. Una hernia discal puede producir una serie de manifestaciones clínicas, entre las más frecuentes están el lumbago y la ciática.

## Tipos
Protrusión discal: Consiste en la deformación del anillo fibroso por el impacto del núcleo pulposo contra este; se produce hacia la parte más debilitada del anillo fibroso, generalmente en dirección posterior o posterolateral.
Prolapso: Ruptura del núcleo pulposo a través del anillo fibroso, pero sin atravesar el ligamento longitudinal anterior o posterior.
Extrusión: Núcleo pulposo atraviesa el anillo fibroso y el ligamento longitudinal, generalmente el posterior.
Secuestro: Ruptura del segmento extruido, ocasionalmente con desplazamiento del fragmento libre al canal espinal.

## Síntomas

### Lumbalgia
La lumbalgia es el mayor motivo de consulta.
La lumbalgia se produce cuando se distienden los músculos lumbares produciendo un dolor que impide el libre movimiento de esa zona de la cintura.
Las causas de la lumbalgia son múltiples. Puede deberse a malas posturas, factores relacionados con la actividad física del individuo o factores psicológicos.
La lumbalgia se acompaña de dolor, sensación de hormigueo o dificultad para el movimiento de la pierna del mismo lado. Se debe a la compresión (pinzamiento) del nervio ciático o a una hernia de disco.

### Ciática
Se manifiesta de manera unilateral o bilateral (si la hernia discal es voluminosa y posterocentral). Afecta al nervio ciático formado por los nervios raquídeos de L4-L5-S1-S2. La ciática produce dolor y debilidad solo en la rama nerviosa afectada, provocando parestesia local. Si está afectado S1 se ven comprometidos los músculos sóleo, gastrocnemio y glúteo mayor. Si está afectado L5 se ven comprometidos los músculos extensor propio del dedo mayor, peroneo y glúteo medio. Estos músculos son indispensables para poder caminar, afectando la extremidad inferior.

### Cruralgia
Afecta al nervio femoral o crural compuesto por las raíces nerviosas de L2 a L4. Se manifiesta como una sensación de hormigueo o hipoestesia (falta de sensibilidad) en la zona anterolateral del muslo. Los músculos comprometidos son psoasilíaco, pectíneo, sartorio y cuádriceps.

### Aparición de los síntomas
La hernia discal aparece sintomáticamente después de hacer o someterse a movimientos o gestos bruscos, hacer fuerzas excesivas sin tener en cuenta la posición correcta al agacharse o ponerse en pie y la aparición del dolor en general es inmediata a estos excesos. Las hernias discales más frecuentes son las lumbares (aparece entre los discos lumbares —denominados L—), así como también las cervicales (aparecidas entre los discos de la cervical —denominados C—). También es frecuente la aparición de hernia discal entre la quinta vértebra lumbar y la primera vértebra sacra (denominadas L5-S1), causante de una molestia persistente acompañada de trastornos sensitivos tales como hormigueo o pérdida de la sensibilidad e irritabilidad motora, así como disminución del reflejo predominantemente Aquiliano del lado afectado. Estas dolencias aparecen de forma inmediata, tal y como se explicó anteriormente, pero su tratamiento es prolongado y el alivio del paciente es muy lento, debido a la compresión de los nervios raquídeos.

## Tratamiento
- Existe un tratamiento ambulatorio ortopédico por medio de tracción. Consiste en traccionar la zona lumbar por medio de un equipo o correa portátil que al utilizarlo por tres meses consecutivos, hace que las vértebras puedan separarse lo suficiente para no ejercer presión sobre los discos. De esta manera los discos pueden repararse de manera natural por medio de la irrigación sanguínea y las vértebras no vuelven a ejercer presión debido a que se han adaptado al nuevo espaciado.
- Actualmente no existe tratamiento efectivo a largo plazo a excepción de la cirugía. Sin embargo, existen ciertas técnicas como las infiltraciones foraminales o los bloqueos epidurales[2] que ayudan a controlar la inflamación que las hernias producen en las raíces nerviosas, mejorando así la sintomatología.[3]
- En algunos casos, hay que recurrir a la cirugía, extraer el disco dañado (disquectomía) y soldar las vértebras para que no se muevan.
- La fisioterapia ayuda a mejorar los síntomas y dolores derivados de la ciática, así como una serie de ejercicios físicos específicamente recomendados, realizados con disciplina y continuidad. La natación terapéutica también sería de utilidad.[cita requerida]

### Tratamiento quirúrgico
- Discólisis, o desecación del disco con ozono
- Nucleoplastia o coblación (desecación del disco por radiofrecuencia)
- Discectomía (resección del disco por cualquier otro método tales como laminectomía y hemilaminectomia)
- Microdiscectomía
- Fusión lumbar
- Artroplastia

## Prevención
La prevención de las lesiones de espalda se realiza tanto desde la educación en buenos hábitos posturales, como el apropiado ejercitamiento de la zona, así como evitar los sobreesfuerzos y la obesidad.